# Schlacht von Basra
Landung bei Fao –
Basra –
al-Qurna –
Shaiba –
Ktesiphon –
Belagerung von Kut –
Scheich Saad –
Wadi –
Hanna –
Dujaila –
Kut II –
Bagdad –
Samarra –
Ramadi –
Sharqat
Die Schlacht von Basra war eine Schlacht an der Mesopotamienfront des Ersten Weltkrieges, die im November 1914 südlich der Stadt Basra im heutigen Irak zwischen britischen und osmanischen Truppen ausgetragen wurde. Sie endete mit einem osmanischen Rückzug und der Einnahme Basras durch die Briten.

## Hintergrund
Nach der erfolgreichen Landung bei Fao und der Ausschaltung der dortigen Küstenbatterien drangen britische Schiffe in den Schatt al-Arab ein, um einen geeigneten Landeplatz als Ausgangspunkt für die weiteren Operationen zu erkunden. Am 8. November begannen sie bei dem Ort Saniyeh mit dem Ausladen der 16. Brigade der 6. (Poona-)Division unter General Delamain. Die osmanischen Truppen in dem Gebiet sammelten sich währenddessen bei Basra. Delamain entschied sich, in Erwartung des Eintreffens weiterer Truppen auf eigene offensive Handlungen zu verzichten und sich auf den Schutz der Erdölraffinerie von Abadan zu beschränken.

## Verlauf
Am Morgen des 11. November griff eine osmanische Abteilung von rund 600 Mann die Außenposten des britischen Lagers bei Saniyeh an, musste sich jedoch nach Verlusten zurückziehen.
Am 14. November traf die indische 18. Brigade, bei der sich der Divisionskommandeur Arthur Barrett befand, am Landeplatz ein. Die Briten verfügten jetzt über zwei Infanteriebrigaden, mehrere Batterien Artillerie und einige Schwadronen Kavallerie. Unterstützung kam von den zwei bewaffneten Sloops Odin und Espiegle. Die Instruktionen Barretts lauteten, nach dem kompletten Ausladen seiner Truppen einen Vorstoß zur Einnahme Basras zu unternehmen. Am 15. November griff eine britische Vorausabteilung in Stärke mehrerer Bataillone unter Führung von Delamain das osmanische Lager bei Saihan, rund vier Meilen vom britischen Lager entfernt, an und zwang die auf rund 3000 Mann geschätzten osmanischen Truppen zur Aufgabe ihrer Stellungen.
Am 17. November begannen die Briten ihren Vormarsch auf Basra, wobei sie bereits von einem lokalen Scheich informiert worden waren, dass die Osmanen neue Stellungen auf der Linie Zain-Sahil bezogen hatten. Die osmanischen Truppen, etwa 3500 reguläre Soldaten und 1000 arabische Krieger, hatten sich zwischen der Moschee von Zain und einem alten Ziegelfort in der Nähe von Sahil auf einer Front von rund drei Meilen eingegraben. Nach einem heftigen, über einstündigen Gefecht waren die Osmanen aus ihren Stellungen vertrieben.
Da die Briten damit rechnen mussten, weiter stromaufwärts bei Balyaniyeh auf die osmanische Hauptmacht zu treffen, schlugen sie vorläufig ein Lager auf und kümmerten sich um die Versorgung der Verwundeten, begannen mit der Anlandung von Nachschub und klärten die feindlichen Stellungen weiter stromaufwärts auf. Am 21. November erhielt Barrett die Nachricht, dass die Osmanen mittlerweile nicht nur Balyaniyeh, sondern auch Basra aufgegeben hatten und sich entlang des Tigris auf Amara zurückzogen. In Basra bestehe die Gefahr von Plünderungen und Ausschreitungen. Barret ordnete daraufhin den Abbruch des Lagers an. Zwei Bataillone wurden auf Flussdampfer verladen und mit den zwei Sloops nach Basra vorausgeschickt, das sie am 22. November morgens erreichten. Am 23. November wurde in der Stadt eine Parade veranstaltet und im Beisein der örtlichen diplomatischen Vertreter die britische Flagge gehisst.

## Nachwirkung
Mit der Eroberung Basras hatten die Briten ihr Hauptziel, die Erdölanlagen von Abadan gegen weitere türkische Angriffe effektiv abzuschirmen, erreicht. In der Folge konzentrierten sich die Briten auf die Absicherung ihrer Position, was unter anderem zur Schlacht von al-Qurna Anfang Dezember führte. Die osmanische Führung begann erst spät die Bedeutung des mesopotamischen Kriegsschauplatzes zu realisieren. Der Versuch der osmanischen Rückeroberung Basras unter Einsatz neu an die Front verlegter Truppen scheiterte jedoch im April 1915 in der Schlacht von Shaiba.